# So'e
So'E is een bestuurslaag in het regentschap Timor Tengah Selatan van de provincie Oost-Nusa Tenggara, Indonesië. So'E telt 3860 inwoners (volkstelling 2010).